# Линеен кораб проект на инженер Бубнов
Линеен кораб проект на инженер Бу́бнов (на руски: Линкор проекта инженера Бу́бнова) е проект за руски линеен кораб-свръхдредноут, подготвен в Главното Управление по Корабостроене (ГУК) под ръководството на И. Г. Бу́бнов. Отличава се с детайлност на разработката, мощна артилерия, повишена скорост на хода и приемливо ниво на брониране.

## История на създаването
Проектирането на кораба започва в края на март 1914 г., веднага след като са получени данните за масата и габаритите на четириоръдейните 406-мм кули. Това собствено е единствения елемент от тегловото натоварване, който може да се получи, без да са налични основните размери на кораба.
Морският Генерален щаб поставя твърди ограничения за размерите на корабите, и преди всичко по газене – пределната допустима величина съставлява 9,15 метра, тъй като съдове с по-голямо газене просто не могат да плават по плитководното Балтийско море, за което дадения проект и се създава.

## Описание на конструкцията
Основната задача е разполагането на трите четириоръдейни кули на достатъчно неголемия за такова въоръжение корпус. По тази причина, практически не остава място за някаква сериозна противоторпедна защита.
Бронирането на кораба е „разслоено“. Главният брониран пояс, с дебелина 280 мм, има 80-мм лиственична подложка и защитава 2/3 от дължината на кораба. Има и вътрешен пояс и скос, с дебелина 76 мм, което усилва бордовата защита до 356 мм. По краищата прикритието е по-тънко: 175 мм кърмата, и 100 – 200 по носа. Казематите на 130-мм оръдия първоначално се предполагат с дебелина от 125 мм, но Бубнов счита такава дебелина за прекомерна, и за икономия на тегло, бронята в казематите е установена на 75 мм.
Траверсите се предвиждат да бъдат с променлива дебелина. Предната има дебелина 25 мм между горната и средната палуби, и 150 мм между средната палуба и кубрика. Задната има дебелина от 75 мм между горната и средната палуби, 300 мм между средната и долната палуби, и 150 мм между долната палуба и кубрика.
Хоризонталното брониране има четири нива. Горната бронева палуба има дебелина от 35 мм, и завършва на 23 метра от кърмата. Средната бронева палуба има дебелина 75 мм и върви от носовата до кърмовата траверси, а нататък към кърмата има дебелина от 35 мм. Предполага се да има и две броневи настилки, на носа и в кърмата: 50-мм по носа, на нивото на първата платформа (от носовата траверса нататък към носа), и 75-мм (между кърмовата траверса и преградата за защита на рулевото устройство.) Долната палуба не е бронирана, но вътре в цитаделата има 75-мм скосове.
Рулевото устройство има отпред 175-мм преграда. Главата на балера на руля е обвита от 75-мм цилиндър, прикрит със 125-мм капак.
Кулите имат 400-мм кръгово брониране, 200-мм предна наклонена част на покрива, и 250-мм задна хоризонтална част. Барбетите имат дебелина от 375 мм над горната палуба и 250 мм надолу. Бойната рубка има дебелина на стените 450 мм над горната палуба и 375 мм под нея.
Подводната защита е представена само от една надлъжна преграда с дебелина от 10 до 15 мм. Дъното на линкора, от първата кула до кърмата, е тройно, а от кулата до носа – двойно. Предполага се поставянето на устройства за противоторпедни мрежи, но тяхното поставяне не е детайлно разработвана.
Въоръжението е представено от дванадесет 406/45 оръдия на главния калибър в три разположени линейно четириоръдейни кули, и двадесет и четири 130/55 оръдия на противоминния калибър в каземати. Оръдията на противоминния калибър имат стандартен боекомплект от 225 снаряда на оръдие, обаче е предвидено място за 250 снаряда на оръдие.
За силовата установка не е известно много. Обаче е известно, че е предвиждана възможност за 40-минутно форсиране на всички котли и увеличаване на скоростта на хода до 27 възела.

## Оценка на проекта
Даденият кораб, ако бе построен, щеше да представлява много мощна бойна единица за сметка на 25-възловата скорост на хода, тъй като чуждестранните аналози развиват 21 – 23 възела, и за сметка на дванадесетте мощни 406-мм оръдия. Ако това са оръдията на Обуховския завод, то те имат маса на снаряда от 1116 – 1117 кг, бордовия залп щеше да има тегло 13 392 – 13 404 кг, а в същото време най-близките конкуренти на европейския ТВД – „Куин Елизабет“ и „Байерн“ – имат тегло на залпа 7000 и 6000 кг съответно. Подобно тегло на залпа има само линкорът от Втората световна война „Ямато“ – 13 140 кг. Обаче бронирането на палубите на дадения проект, бидейки все още достатъчно за 1913 – 1915 г., вече от 1916 г. става недостатъчно, макар бордовата броня с дебелина от 356 мм да е напълно адекватна даже за края на Първата световна война. Противоторпедната му защита е много несъвършена, и за това подводните лодки могат да представляват за него сериозна опасност.